# (36512) 2000 QS72
2000 QS72 (asteroide 36512) é um asteroide da cintura principal. Possui uma excentricidade de 0.13496680 e uma inclinação de 1.93116º.
Este asteroide foi descoberto no dia 24 de agosto de 2000 por LINEAR em Socorro.